# Casa natale di Giovanni Bosco
La casa di Giovanni Bosco è la casa museo in cui visse il santo dai due ai dodici anni.
Si trova sul Colle Don Bosco nella località di Morialdo, frazione di Castelnuovo Don Bosco, paese in provincia di Asti.

## Storia
(Targa sopra l'ingresso)

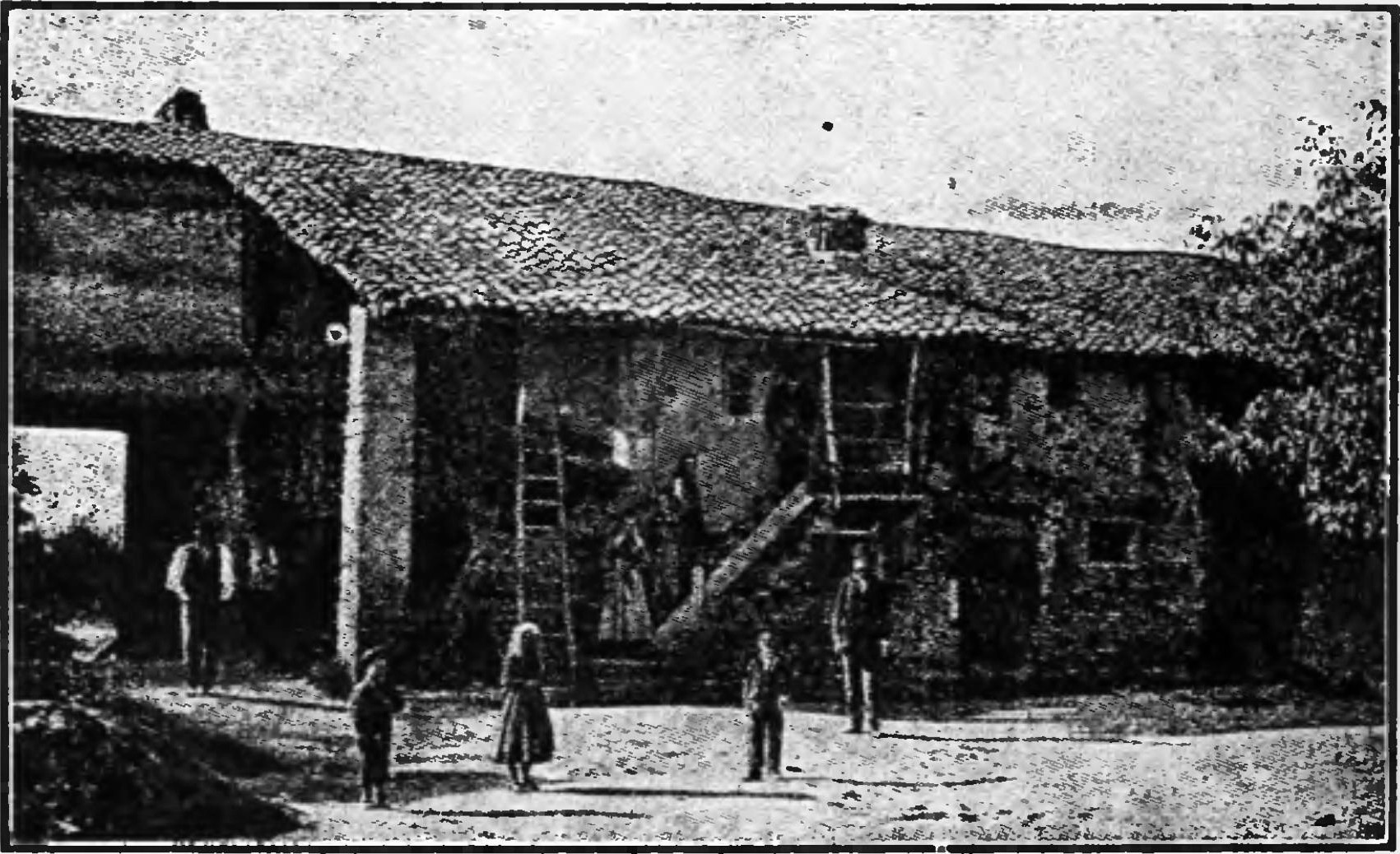
immagine storica

Don Bosco si trasferì con la famiglia nella casetta all'età di due anni, dopo la morte del padre avvenuta l'11 maggio 1817; si tratta di un edificio molto semplice, definito "la casa più povera" della frazione.
In questa casa, all'età di nove anni il piccolo Giovanni Bosco ebbe un sogno che egli stesso definì "profetico" e che lo spinse poi al sacerdozio.
Il 3 settembre 1988, in occasione del primo centenario della morte di San Giovanni Bosco, Papa Giovanni Paolo II giunse in visita sul posto per ricordare ed omaggiare il santo presbitero di Castelnuovo.
Nel 1999 la casetta è stata inglobata in un'unica struttura collegata con il vicino complesso monumentale della Basilica di Don Bosco.

## Museo
Oggi l'edificio è adibito a museo che, oltre a illustrare alcuni oggetti appartenuti alla famiglia, fornisce informazioni sulla presenza dei salesiani nel mondo. Il piccolo edificio inoltre restituisce ai pellegrini l'umiltà della vita contadina di un tempo. 
Nella frazione, vicino alla casa, è stato anche allestito un Museo della vita contadina. La presenza dell'enorme Basilica di Don Bosco ha stravolto la tranquilla atmosfera del luogo.